# Cursor (editor de código)
Cursor es un entorno de desarrollo integrado impulsado por IA para Windows, macOS y Linux, diseñado para mejorar la productividad de los desarrolladores al integrar funciones avanzadas de inteligencia artificial directamente en el entorno de codificación. Es una bifurcación de Visual Studio Code con funciones de inteligencia artificial adicionales como generación de código, reescrituras inteligentes y consultas de base de código. Cursor es un software propietario desarrollado por Anysphere Inc, un laboratorio de investigación aplicada involucrado en la creación de sistemas de IA. 

## Características
Cursor tiene una amplia gama de funciones que utilizan grandes modelos de lenguaje para manipular texto con funciones de autocompletar y consulta de chat. Como es una bifurcación de Visual Studio Code, las extensiones y configuraciones existentes se pueden integrar en el flujo de trabajo del usuario.
Cursor incluye varias características clave destinadas a mejorar los flujos de trabajo de desarrollo de software:
- Generación de código impulsada por IA: Permite a los desarrolladores escribir código utilizando instrucciones en lenguaje natural. Al proporcionar indicaciones simples, los usuarios pueden generar o actualizar clases o funciones enteras, agilizando el proceso de codificación. [2]
- Completado automático inteligente: Predice ediciones de código posteriores, lo que permite a los usuarios navegar a través de los cambios de manera eficiente. Esta característica facilita el desarrollo rápido al anticipar las necesidades del desarrollador. [3]
- Comprensión de la base de código: Puede comprender y proporcionar información sobre toda la base de código. Los desarrolladores pueden consultar la base de código en lenguaje natural para recuperar información o hacer referencia a archivos y documentación específicos, mejorando la comprensión y la navegación del código. [4]
- Reescrituras inteligentes: Ofrece capacidades de reescritura inteligente, lo que permite a los usuarios actualizar varias líneas de código simultáneamente. Esta característica es particularmente útil para refactorizar e implementar cambios masivos de manera eficiente. [5]
- Compatibilidad de extensiones: como una bifurcación de Visual Studio Code, Cursor admite la integración de extensiones, temas y combinaciones de teclas existentes. Esta compatibilidad garantiza que los desarrolladores puedan mantener sus flujos de trabajo preferidos sin interrupciones. [6]

## Historia
Anysphere fue fundada en 2022 por Sualeh Asif, Arvid Lunnemark, Aman Sanger y Micheal Truell, cuatro amigos que se conocieron mientras estudiaban en el MIT.  En 2023, lanzaron Cursor y más tarde ese año recaudaron $8 millones en financiación inicial, liderada por el Fondo de Inicio de OpenAI.  En agosto de 2024, Anysphere recaudó 60 millones de dólares en una ronda de financiación de Serie A liderada por Andreessen Horowitz, valorando la empresa en 400 millones de dólares.  En noviembre de 2024, Anysphere anunció que había adquirido el asistente de codificación de IA Supermaven. 

## Privacidad y seguridad
Cursor ofrece opciones de privacidad, incluido un modo de privacidad donde el código del usuario nunca se almacena de forma remota. La plataforma cuenta con certificación SOC 2, lo que garantiza el cumplimiento de las prácticas de seguridad estándar de la industria. 

## Comunidad y Adopción
Cursor ha atraído la atención de ingenieros de empresas como Shopify, OpenAI e Instacart. Los usuarios han informado de mejoras significativas en el flujo de trabajo, citando la integración intuitiva de la IA del editor y la eficiencia en la generación y edición de código. 

## Comparación con otros editores de código de IA
En comparación con otros editores de código impulsados por IA como GitHub Copilot, Cursor ofrece una integración profunda dentro de su entorno independiente, proporcionando opciones de personalización avanzadas. Si bien ambas herramientas tienen como objetivo mejorar la eficiencia de la codificación, la elección entre ellas puede depender de las preferencias individuales con respecto a la integración y el flujo de trabajo. 